# Процинозухиды
Процинозухиды (лат. Procynosuchidae) — семейство ранних цинодонтов. Обитали во время лопинской эпохи пермского периода на территории современных Германии, России, Танзании и ЮАР. В семействе 3 рода, наиболее известен из них процинозух.

## Описание
Процинозухиды уже имели некоторые признаки млекопитающих, но во многом были сходны с тероцефалами. Глаза направлены вперёд. Вторичное нёбо — неокостеневшее. Нижняя челюсть — больше, чем у тероцефалов. Некоторые процинозухиды были наземными животными, но большинство из них — полуводные хищники. Всеядные.

## Классификация
По данным сайта Fossilworks, на октябрь 2017 года в семейство включают 3 вымерших рода:
- Род Procynosuchus Broom, 1937 — Процинозухи, 2 вида
- Род Sludica Ivakhnenko, 2012 — 1 вид
- Род Uralocynodon Tatarinov, 1987 — 1 вид, верхняя пермь России